# Verín
Verín este un oraș în Spania.

## Localnici cunoscuți
- Pedro Vásquez, misionar catolic